# Washington Lumberjacks
I Washington Lumberjacks sono stati una franchigia di pallacanestro della WBA, con sede a Kennewick, nello Stato di Washington, attivi nella stagione 1978-79.
Terminarono il loro unico campionato con un record di 29-19. Scomparvero alla fine della stagione.

## Stagioni
| Stagione | Lega | Denominazione          | V  | P  | %    | Piazzamento | Play-off |
| -------- | ---- | ---------------------- | -- | -- | ---- | ----------- | -------- |
| 1978-79  | WBA  | Washington Lumberjacks | 29 | 19 | 60,4 | 2º          |          |